# Спруктс, Янис
Янис Спруктс (латыш. Jānis Sprukts; род. 31 января 1982, Рига, Латвийская ССР) — латвийский хоккеист, нападающий. В настоящее время является игроком клуба «Итерс Гелен», выступающего в Эредивизи.

## Биография
Янис Спруктс выступал за финские клубы «Лукко» (2000/01 и 2007/08), «Спорт» (2002/03) и «ХПК» (2005/06), канадский «Акадия-Баварст Титан» (2001-/02 и 2002/03), «Оденсе Бульдогс» из Дании (2003/04), латвийские «АСК/Огре» (2003/04) и «ХК Рига 2000» (2004/05). Позднее хоккеист выступал с небольшим перерывом в АХЛ за клуб «Рочестер Американс» (2006/07 и 2008/09) и НХЛ за «Флориду Пантерз» (2006/07 и 2008/09).
В 2009 году перешёл в клуб КХЛ «Динамо» Рига.
В составе сборной Латвии принимал участие на Чемпионатах мира по хоккею (2000, 2003, 2005, 2006, 2007 и 2008) и на зимней Олимпиаде 2010 года.
5 июля 2012 года подписал двухлетний контракт с ЦСКА. 2 июля 2013 года покинул клуб.